# Can Juliana
La masia de Can Juliana està situada al terme municipal de Castellar del Vallès en l'antic camí que vorejant el Riu Ripoll uneix Sant Esteve de Castellar Vell amb Sant Feliu del Racó. S'hi accedeix a través de la Carretera de Sant Feliu del Racó a Castellar (BV 1249) pel km. nº 2. Actualment és un centre de lleure amb tirolines, restaurant i Paint-ball.

## Estructura
Datada ja al segle xiii, la masia conserva una estructura de tres crugies amb la teulada a dues vessants i el carener perpendicular a la façana. El mas és format per l'agrupació de construccions amb l'accés per la zona més elevada a una antiga era, conformant la primera entrada amb un cos aïllat d'una sola planta i el volum principal a cota inferior mostrant un sol nivell (amb l'addició d'un cos per extensió). A sud-est una portalada amb arc rebaixat de pedra tanca un pati més baix, amb l'accés principal amb cobert i annexos adossats. La masia, de dues plantes amb gran coberta a dues vessants paral·leles a la façana, present a portal amb arc de mig punt de maó, i finestres amb llindes i brancals de pedra. A nord una escala de pedra adossada a la façana mena directament a la planta primera.
A l'interior, es conserven els sostres de la planta baixa en volta rebaixada de maó, i diversos festejadors. Disposa d'una antiga gruta cimentada i revestida d'obra, utilitzada actualment com a celler, amb traçat curt, corredor amb corba i esglaons i petita cambra oval amb podi. Havia estat utilitzada com a nevera.

## Pergamins de Can Juliana
La masia conserva un conjunt de disset manuscrits datats des del 1463 al S. XVII. Majoritàriament escrits sobre pergamí, la família Juliana, pagesos de remença, conservaren els pergamins degut al seu caràcter jurídic i notarial i els anaren incorporant a la documentació de la masia. Els pergamins ens donen informació de la vida legal dels pagesos medievals i també de la dimensió social que tenien entre els seus veïns, de la ubicació dels diversos nuclis de cases que després és es van convertir en l'actual població i els diversos noms de les famílies que varen existir al nucli habitat.
La família Juliana s'entroncà amb la família Colomer i posteriorment amb la família Arús. El corpus de manuscrits passà a engruixir la documentació de la biblioteca particular del poeta Joan Arús i Colomer. Els seus descendents la donaren a l'Arxiu d'Història de Castellar del Vallès l'any 1989. un cop classificada i inventariada els pergamins foren objecte d'estudi en diferents publicacions.